# Ad diem illum laetissimum

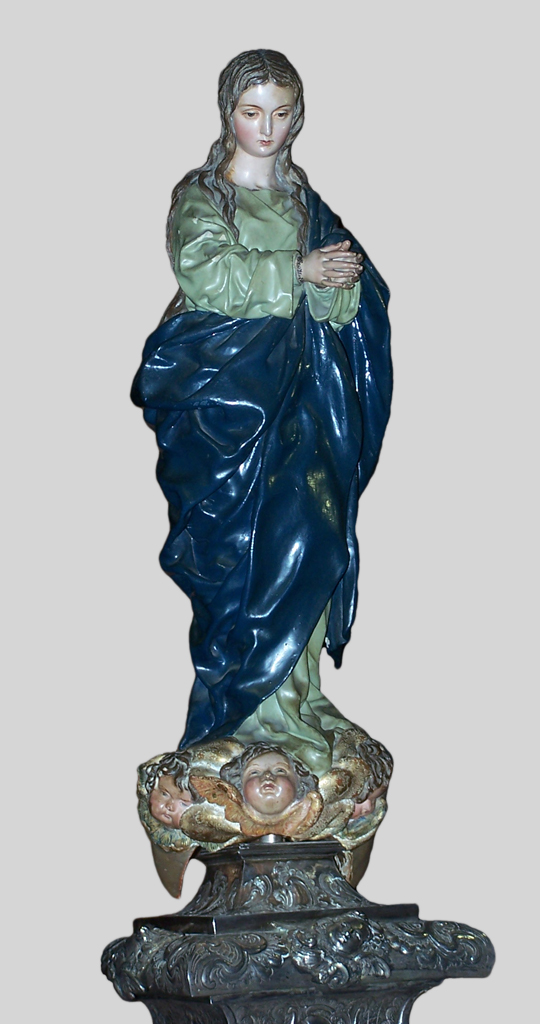
La Inmaculada del facistol, 1655, obra escultórica maestra de Alonso Cano conservada en la sacristía de la Catedral de Granada.

Ad diem illum laetissimum (en castellano, Aquel alegre día) es una encíclica del papa San Pío X, fechada el 2 de febrero de 1904, escrita en conmemoración del quincuagésimo aniversario de la proclamación del dogma de la Inmaculada Concepción.

## Ineffabilis Deus
El papa Pío IX, el 8 de diciembre de 1854, declaró mediante la carta apostólica Ineffabilis Deus el dogma de la Inmaculada Concepción de la Virgen María. Comienza la carta exponiendo los antecedentes que muestran la fe del pueblo cristiano en la concepción inmaculada de María; la atención y el favor que los papas han prestado al culto a la Inmaculada Concepción, hasta llegar a prohibir la defensa de la doctrina que niega esa verdad; y el cuidado que el Concilio de Trento (1545-1563) puso al promulgar el decreto dogmático sobre el pecado original, aclarando que era su intención comprender en este decreto, en el que se trata del pecado original, a la Bienaventurada Virgen María.
Concluye la carta apostólica con esta definición:

[...] Para honra de la Santísima Trinidad, para la alegría de la Iglesia católica, con la autoridad de nuestro Señor Jesucristo, con la de los Santos Apóstoles Pedro y Pablo y con la nuestra: Definimos, afirmamos y pronunciamos que la doctrina que sostiene que la Santísima Virgen María fue preservada inmune de toda mancha de culpa original desde el primer instante de su concepción, por singular privilegio y gracia de Dios Omnipotente, en atención a los méritos de Cristo-Jesús, Salvador del género humano, ha sido revelada por Dios y por tanto debe ser firme y constantemente creída por todos los fieles. Por lo cual, si alguno tuviere la temeridad, lo cual Dios no permita, de dudar en su corazón lo que por Nos ha sido definido, sepa y entienda que su propio juicio lo condena, que su fe ha naufragado y que ha caído de la unidad de la Iglesia y que si además osaren manifestar de palabra o por escrito o de otra cualquiera manera externa lo que sintieren en su corazón, por lo mismo quedan sujetos a las penas establecidas por el derecho.
Ineffabilis Deus, definición

El Papa Pío X, quiso que en toda la Cristiandad se celebrase solemnemente el quincuagésimo aniversario de esta declaración dogmática, en este sentido, cuando aún faltaban más de diez meses para ese aniversario publicó esta encíclica que fue la segunda de su pontificado.

## Contenido
El texto original de la encíclica no queda dividido en apartados, ni sus párrafos aparecen numerados. No obstante, al recoger aquí su contenido se han incluido unos epígrafes, que no están en original, y que pueden servir para reflejar la estructura de la encíclica.

### Introducción
El curso del tiempo nos llevará en unos meses al día de una alegría incomparable cuando, hace cincuenta años, rodeado por una magnífica corona de cardenales y obispos, nuestro predecesor Pío IX, papa de la santa memoria, declaró y proclamó como revelación divina por la autoridad del magisterio apostólico que María fue, desde el primer momento de su concepción, totalmente inmune al pecado original.
 Ad diem illum §1

El papa continúa recordando la alegría y el entusiasmo con el que fue acogida por los fieles la declaración dogmática, por el Papa Pío IX, de la inmaculada concepción; una acogida que puso de manifiesto la fuerza de la fe y el respeto a la Madre de Dios y al Vicario de Cristo.
Manifiesta, además, su deseo de que, a medio siglo de distancia, el recuerdo de aquel hecho provoque en los fieles esa misma alegría unida al agradecimiento por los beneficios recibidos

### Beneficios obtenidos a través de María
La encíclica considera los innumerables tesoros de gracias que Dios ha vertido en iglesia por la oración de María; y enumera entre ellos: la celebración del concilio Vaticano I, y la declaración de la infalibilidad del romano pontífice. El impulso de piedad que mueve a fieles de todo el mundo a acudir a los pies del Vicario de Cristo; los largos pontificados, en tiempos tan difíciles, de Pío IX y León XIII. Las manifestaciones de la Virgen en Lourdes que siguieron a la declaración de la Inmaculada Concepción.
Todo esto hace esperar la liberación de los males extremos que afligen a la Iglesia, de modo que se puedan repetir las palabras la Escritura: "El Señor ha roto las varas de los impíos. La tierra está en paz y silencio, se regocija y se alegra". El entusiasmo ardiente que debe producir en el pueblo cristiano este cincuentenario, debe dirigirse en la necesidad expuesta por el papa en su primera encíclica: “"restaurar todo en Jesucristo".

### María maestra y guía para conocer a Cristo
La devoción a la Virgen nos conduce al conocimiento de Cristo, pues solo Ella en el mundo ha tenido con Jesús -como le corresponde a una madre con su hijo- una comunidad de vida más de treinta años.

Los maravillosos misterios del nacimiento y la infancia de Cristo, y aquellos relacionados con su asunción de la naturaleza humana: el principio y el fundamento de nuestra fe, ¿a quién pueden haberse revelado mejor que a la Madre?  "Ella guardó y revivió en su corazón" lo que él había visto hecho por Él en Belén, lo que ella había visto en Jerusalén en el Templo; no solo sino que, comenzando con Su pensamiento y Sus planes secretos, Ella vivió la vida misma de Su Hijo. No, nadie en el mundo ha conocido a Jesús a fondo; nadie es mejor maestro y mejor guía para dar a conocer a Cristo”.
 Ad diem illum §5

Recuerda la encíclica que precisamente:

“La vida eterna consiste en conocerte a ti como el único Dios y Al que enviaste, Jesucristo", y María es el camino para ese conocimiento y, por tanto para obtener la vida eterna.
Ad diem illum §6

### María medianera de las gracias divinas
Pasa el papa a considerar cuántas razones hay para que la Santísima Madre de Cristo sea generosa con los fieles. Ante todo, porque es también nuestra madre. Además, la Virgen concibió al Hijo de Dios no solo para dotarle de naturaleza humana, sino también para que se convirtiera en Salvador de la naturaleza humana
En el seno de la Virgen donde el Verbo tomó carne mortal, también tomó el Cuerpo espiritual, formado por todos aquellos "que estaban destinados a creer en Él". Por esto se puede decir que María, trayendo a Jesús a su seno, trajo también a todos aquellos cuya vida estaba contenida en la vida del Salvador.
Los fieles estando unidos a Cristo, debemos considerar que provenimos también del seno de la Virgen,

Por eso somos llamados, en un sentido espiritual y místico, hijos de María y Ella, por su parte, es madre de todos nosotros. "Madre según el espíritu, pero no menos madre para los miembros de Jesucristo que somos nosotros".
Ad diem illum §12

Tras recordar la intimidad que se había dado en la vida de María con Jesús, al que protegió, alimentó, lo presentó en el templo y lo acompañó junto a la Cruz, el papa extrae como consecuencia de esta comunión de sentimientos y de sufrimientos que María

"legítimamente se hizo digna de reparar la ruina humana" y, por lo tanto, de dispensar todos los tesoros que Jesús nos consiguió con Su muerte y Su sangre.
Ad diem illum §12

Por supuesto, solo Jesucristo tiene el derecho propio y particular de dispensar esos tesoros que son el fruto exclusivo de Su muerte, siendo por naturaleza el mediador entre Dios y los hombres. sin embargo, para esa comunión de penas y ansiedades, ya mencionada entre la Madre y el Hijo

Ha sido concedido a la Augusta Virgen ser “junto a su único Hijo la potentísima mediadora y conciliadora del mundo entero”, Por tanto la fuente es Jesucristo y "todos nosotros recibimos algo de su plenitud; de él todo el cuerpo se compacta en todas las articulaciones por comunicación toma los incrementos propios del cuerpo y es edificado en la caridad".Pero María, como San Bernardo observa correctamente, es el "acueducto", o incluso esa parte por la cual la cabeza se une al cuerpo y transmite fuerza y eficacia; en una palabra, el cuello. San Bernardino de Siena dice: "Ella es el cuello de nuestra cabeza, a través del cual comunica al cuerpo místico todos los dones espirituales".
Ad diem illum §13

El papa concluye esta parte dedicada a la mediación de María mostrando su preocupación por aquellos hombres que,

Seducidos por los dispositivos del diablo o engañados por falsas doctrinas, creen que pueden hacerlo sin la ayuda de la Virgen. ¡Miserables que descuidan a María con el pretexto de honrar a Jesús! No saben que uno no puede "encontrar al Hijo sino con su Madre".
Ad diem illum §14

### Celebración del 50 aniversario de la Inmaculada Concepción
El papa pide que se cuiden especialmente las solemnidades preparadas en honor de la Santa e Inmaculada Concepción de María, de modo que a esos homenajes se unan los sentimientos del corazón. De hecho, si el verdadero amor es solo aquello que tiene la virtud de unir voluntades, necesariamente debemos tener la misma voluntad de María, es decir, servir a Jesucristo nuestro Señor. La Virgen más sabia nos hace la misma recomendación que hizo a los sirvientes de la boda en Cana: "Haz lo que él te diga". Aquí está la palabra de Jesucristo: "Si quieres entrar en la vida, guarda los mandamientos".
Pasa enseguida a exponer las enseñanzas que se  extraen del dogma de la Inmaculada Concepción de María, presente en la tradición de la iglesia. El origen de la creencia común a todos los cristianos es, sin discusión: que Jesucristo, antes de vestirse de la naturaleza humana y "lavarnos de nuestros pecados en su sangre", tuvo que otorgarle a María gracia y privilegios especiales, de modo que quedase preservada e inmune, desde el principio de la concepción, de toda mancha del pecado original.
Ante la grandeza del ejemplo de Cristo, Dios quería proporcionarnos otro modelo, tan cerca de Cristo como permita la naturaleza humana y más de acuerdo con nuestra debilidad. Se trata de la Madre de Dios.

En este sentido, San Ambrosio dice: "Tal fue María que solo su vida es una enseñanza para todos". Y concluye acertadamente: "Por lo tanto, tenga ante los ojos pintados como en una imagen la virginidad y la vida de la Santísima Virgen, que refleja como un espejo el esplendor de la pureza y el aspecto mismo de la virtud".
Ad diem illum §20

El papa se detiene en la consideración de la fe, esperanza y caridad de la Virgen. Pues estas virtudes alcanzan su grado máximo cuando ella ayudó a su Hijo moribundo, pues allí reconoce y adora firmemente su divinidad; y lo entierra después de la muerte, sin dudar ni un momento de su resurrección

### Continúa exponiendo el misterio de la Inmaculada Concepción
Los enemigos de la religión para sembrar sus errores hacer vacilar la fe

Comienzan negando la primitiva caída del hombre y su decadencia. Sostienen que son fábulas el pecado originar y los daños que le siguen, esto es la corrupción original de la humanidad destinado a corromper a su vez toda la raza humana; y que por tanto, es una fábula la introducción del mal por los hombre y la implícita necesidad de un Redentor.
Ad diem illum §23

Puestos estos principios no queda ya lugar para Cristo, ni para la Iglesia, ni para Gracias, ni para nada que esté más allá de la naturaleza humana. Sin embargo,

Si las gentes creen y profesan que la Virgen María ha sido preservada de toda contaminación desde el momento de la Concepción, entonces es necesario que admitan el pecado original, la rehabilitación de la humanidad operada por Jesucristo, el Evangelio, la Iglesia y finalmente la misma ley del sufrimiento; y gracias a esto, todo lo que existe en el mundo del racionalismo y el materialismo es erradicado y destruido y la alabanza de haber preservado y defendido la verdad permanece para la sabiduría cristiana.
Ad diem illum §24

De este modo la fe en la Inmaculada concepción echa por tierra el mal común de los enemigos  de la fe que rechazan todo respeto y obediencia a la autoridad de la iglesia. Ante el peligro de la fe, debemos dirigirnos a Dios

Con la intercesión de las oraciones humildes e insistentes de la Virgen para que traigan de vuelta en el camino de la verdad a aquellos que tuvieron la desgracia de abandonarla. Sabemos por experiencia que la oración que fluye de la caridad y que se basa en la intercesión de María nunca ha sido en vano. Ciertamente no podemos esperar que los ataques contra la Iglesia terminen totalmente: "De hecho, es necesario que haya herejías para que las almas de fe probada puedan ser evidentes ante todos". Pero la Virgen no cesará de apoyarnos en nuestras pruebas, no importa cuán difícil sean, y para continuar la lucha que comenzó en el momento de su concepción, para que todos los días podamos repetir: "Hoy fue aplastada para vosotros la cabeza de la antigua serpiente”
Ad diem illum §27

### Jubileo
La encíclica concluye otorgando una indulgencia extraordinaria en forma de jubileo, desde el primer domingo de cuaresma al 2 de junio, para todos los que en ese tiempo visiten por tres veces alguna de las cuatro basílicas patriarcales de Roma,

“rezando devotamente por la libertad y exaltación de la Iglesia Católica y de la Sede Apostólica, por la erradicación de las herejías y la conversión de los pecadores, por la armonía de todos los príncipes cristianos, por la paz y unidad de todos los fieles”.
Ad diem illum §29

,
Esta indulgencia también podrá lucrase fuera de Roma, realizando esas visitas en la catedral, iglesia parroquial o, a falta de ella a la iglesia principal de cada población; y para los que están viajando o embarcados durante ese tiempo, realizando esas visitas al regresar a su ciudad.

Ciertamente vivimos en una época triste y tenemos el derecho de quejarnos con las palabras del Profeta: "No hay más verdad, no hay más misericordia, no hay más ciencia en la tierra. La maldición, la mentira, el asesinato, el robo y el adulterio invaden todo". Sin embargo, en esto que puede llamarse una inundación del mal, el ojo contempla, como un arcoíris, a la Virgen misericordiosa, el árbitro de la paz entre Dios y los hombres. "Pondré un arco en las nubes y será un signo de alianza entre mí y la tierra". Aunque se desate la tormenta y una densa oscuridad invada el cielo: nadie debe temblar; La vista de María aplacará a Dios y Él perdonará. "El arco iris estará en las nubes y al verlo recordaré el pacto eterno. Y no volverán más las aguas del diluvio a destruir toda la tierra"
Ad diem illum §35